# Sito archeologico Poggio Elceto
Il sito archeologico di Poggio Elceto che conserva i resti di una abitato preistorico sull'altura che domina l'abitato di Allumiere, dal 2018 rientra nell'area protetta del Monumento naturale Faggeto di Allumiere.

## Descrizione
Sui versanti ovest e nord-est e sulla sommità del monte, le ricerche condotte da Odoardo Toti (1971-1976), con un cantiere messo a disposizione dell'Ufficio Scavi di Civitavecchia della SAEM, hanno riportato alla luce testimonianze di un abitato dell'età del bronzo finale (1150? - 1000? a.C.), appartenente alla facies protovillanoviana, circondato da una cinta muraria di tipo a grandi blocchi, di cui permangono evidenti tracce.
Tra i materiali ritrovati emerge un frammento, di impasto grossolano, con tracce di ornamentazione di colore rossastro su ingubbiatura color giallognolo, che è stato messo in correlazione con il frammento miceneo ritrovato nell'area archeologica di Monte Rovello.
Reperti degli scavi sono esposti nel Museo archeologico naturalistico Adolfo Klitsche De La Grange di Allumiere.